# エチレンオキシド

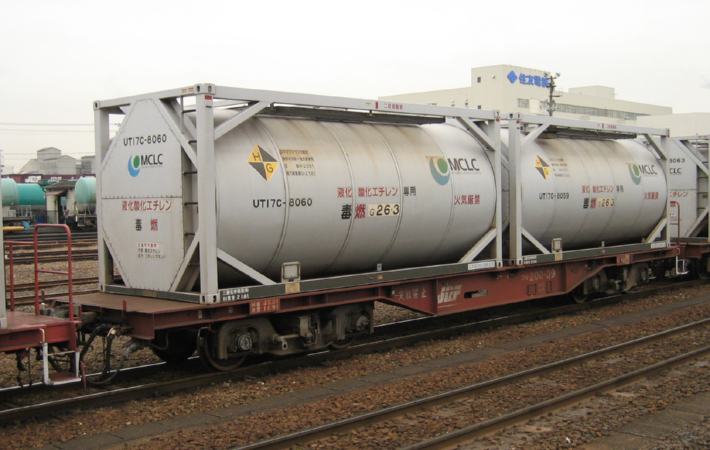
専用コンテナによるエチレンオキシド（液化酸化エチレン）の輸送

エチレンオキシド (英: ethylene oxide) は、有機化合物の一種で、三員環の構造を持つ環状エーテルである。

## 概要
分子式 C2H4O、分子量 44.05 の最も単純なエポキシドである。別名として、エポキシエタン (epoxyethane)、オキシラン (oxirane)、オキサシクロプロパン (oxacyclopropane)、酸化エチレン・エチレンオキサイド (ethylene oxide) とも呼ばれ、EOと略称される。IUPAC命名法では、1,2-エポキシエタン (1,2-epoxyethane) が最も一般的。
単体は、エーテル様の臭気を有する無色の気体である。
洗剤やポリエステル繊維など身近なものに使われるエチレングリコール、エタノールアミンなどの誘導品を製造する。
また、加熱殺菌により変形の可能性のあるプラスチックを用いた医療用器具の製造において、最終工程の滅菌ガスとして用いられる。（ディスポーザブルの注射器や注射針など）

## 性質
水、有機溶媒のいずれにもよく溶ける。立体的なひずみエネルギーにより、特に求核剤に対して反応性が高い。他の有機物質を合成するときの中間体として用いられる。また、医療機器や精密機械を滅菌するために用いられる。猛毒。常温大気圧下の空気中での爆発範囲は3.0 – 100 %である。つまり、空気がなくとも火花や静電気などによって爆発する、分解爆発性を有する。
作業環境における管理濃度は1ppmである。2012年10月1日施行の改正女性労働基準規則の対象物質となる。

## 合成
工業的には、銀を担持させたアルミナ触媒のもと、1 – 3 MPa、200 – 300 °C でエチレンと酸素とを作用させて合成される。

酸化エチレンの 2016年度日本国内生産量は 867,367 t、工業消費量は 585,077 t である。
エチレンオキシドを最初に合成したアドルフ・ヴュルツは、2-クロロエタノールと塩基を用いた（分子内ウィリアムソン合成）。
エチレンと過酸化水素、あるいは過酸との反応によっても作ることができる。

## 反応
エチレンオキシドに酸を触媒として水と反応させるとエチレングリコール (HOCH2CH2OH) が得られる。この反応で水の量を減らせば、ポリエチレングリコール (PEG) が生成する。さらに、水のない条件で酸を作用させるとカチオン重合によりポリエチレンオキシド (PEO) となる。
また、グリニャール試薬 (RMgX) と反応させると加水分解後に第一級アルコール (RCH2CH2OH) となる。3員環の開環によりひずみエネルギーが解放されるため、このほかにもさまざまな求核剤に対するヒドロキシエチル化剤として良い反応性を示す。
アセタール樹脂、エピクロロヒドリンゴムなどの原料として利用される。